# Tanggulrejo (Tempuran)
Tanggulrejo is een bestuurslaag in het regentschap Magelang van de provincie Midden-Java, Indonesië. Tanggulrejo telt 4517 inwoners (volkstelling 2010).